# Loh (Breckerfeld)
Loh ist ein aus ursprünglich (bis zum Zweiten Weltkrieg) neun Bauernhöfen entstandener Weiler mit ca. 200 Einwohnern, etwa 2 km südlich der Stadt Breckerfeld in Nordrhein-Westfalen, zu der Loh gehört.
Loh liegt am Rande eines waldreichen, bergigen Gebiets des Nordsauerlandes, das schöne Ausblicke bis hin zum Ebbegebirge bietet und zum Wandern und Verweilen einlädt. In der Nähe (ca. 1 km südlich) liegt die Glörtalsperre.
Die ursprüngliche bäuerliche Bebauung ist an vielen Stellen noch erkennbar.